# MQ-1C 그레이 이글
MQ-1C 그레이 이글(General Atomics MQ-1C Grey eagle)은 미국 육군이 MQ-5 헌터 무인기를 대체하기 위해서 도입하게 된 MQ-1 프레데터 무인기의 개량형 무인기이며, Extended-Range Multi-Purpose (ERMP) 계획으로 미육군의 지원 하에 제네럴 아토믹스가 개발하였다.

## 개발
2002년 미 육군은 기존의 MQ-5 헌터 무인기를 대체하기 위한 장거리 다목적 무인기 경쟁입찰을 실시했고 이 입찰에 MQ-5 헌터의 개량형과 그레이 이글 무인기가 입찰했다. 2005년 8월 미육군은 그레이 이글이 이 계약의 승자임을 발표하고 2억1400만 달러 상당의 개발과 성능입증을 위한 계약을 체결했다. 미육군은 총 11개의 그레이 이글 시스템을 구입할 계획을 가지고 있으며 각 시스템은 12기의 그레이 이글 무인기와 5개의 지상통제 스테이션으로 구성되어 있다 이러한 계획의 총액은 10억달러의 예산이 소요될 것으로 예상되고 있다. 원래의 명칭은 MQ-12가 될 예정이었으나 국방부의 결정으로 MQ-1C로 변경되었다.
구형 프레데터인 MQ-1 프레데터는 최대이륙중량이 1톤인데, 그레이 이글은 1.6톤이다. 구형은 헬파이어 미사일 2발이었는데, 4발로 증가했다.

## 최신
2008년 6월 2대의 선행 시제품 그레이 이글이 이라크로 평가를 위해 배치되었다.

## 주한미군
주한미군 2사단 2항공여단에 무인기를 배치할 계획이다. 2015년 군산 공군기지에서 최초로 시험비행했다. 2016년 말까지 주한미군에 배치될 계획이다.
2015년 12월, 미국 위스콘신대 부설 융합기술연구소(FTL) 소속 연구원들은 드론에 핵무기, 화학무기, IED, 지뢰 등을 탐지할 수 있는 기술 시스템을 소형화해 이를 장착하는 데 성공했다. 2017년 4월에 실전배치될 계획이다.
2017년 3월 13일, 미국 국방부는 북한의 위협에 대응하기 위해 군산 공군기지에 공격드론을 영구적으로 배치할 예정이라고 밝혔다.

## 제원
일반 특성
- 승무원: 무인
- 길이: 28 ft (8 m)
- 날개폭: 56 ft (17 m)
- 높이: 6.9 ft (2.1 m)
- 최대이륙중량: 3,600 lb (1,633 kg)
- 엔진: 1 × Thielert Centurion 1.7 Heavy-Fuel Engine, 165 HP

성능
- 최고속도: 150 knots (170 mph; 280 km/h)
- 지속시간: 30 시간
- 최대고도: 29,000 ft (8,840 m)

무장
- 하드포인트: 4개
  - 미사일: 4 × AGM-114 헬파이어 또는 8 × AIM-92 스팅어
  - 폭탄: 4 × GBU-44/B 바이퍼 스트라이크

항법장비
- AN/ZPY-1 STARLite Radar

## 참고사항
1. ↑  http://www4.army.mil/news/article.php?story=7722 보관됨 2007-01-02 - 웨이백 머신</
2. ↑  http://www.strategypage.com/dls/articles/Reaper-Headed-For-China-5-17-2011.asp
3. ↑  url=http://www.strategypage.com/htmw/htairfo/articles/20080616.aspx
4. ↑  한미, 무인공격기 배치 추진, 내일신문, 2016-01-27
5. ↑  미국 "핵·화학무기 탐지 드론 곧 실전 배치", 연합뉴스, 2016-04-25

## 같이 보기
- MQ-1 프레데터
- MQ-9 리퍼
- TAI 안카